# KHL Junior Draft 2010
KHL Junior Draft 2010 – drugi draft do rozgrywek KHL. Łącznie wybrano 188 zawodników.
Edycja odbyła się 4 czerwca 2010 w Mytiszczi w hali Mytiszczi Arena.

## Wybrani
Pozycje: B – bramkarz, O – obrońca, N – napastnik

### Runda 1
| #  | Zawodnik (pozycja)         | Państwo   | Klub pochodzenia             | Klub wybierający           |
| -- | -------------------------- | --------- | ---------------------------- | -------------------------- |
| 1  | Dmitrij Jaškin (N)         | Czechy    | Slavia Praga                 | Sibir Nowosybirsk          |
| 2  | Sami Vatanen (O)           | Finlandia | JYP                          | Mietałłurg Nowokuźnieck    |
| 3  | Dmitrij Ismagiłow (N)      | Rosja     | Mieczeł 2 Czelabińsk         | Amur Chabarowsk            |
| 5  | Martin Marinčin (O)        | Słowacja  | HC Košice                    | Awtomobilist Jekaterynburg |
| 9  | Ołeksandr Torianyk (N)     | Ukraina   | HK Biełgorod                 | Torpedo Niżny Nowogród:    |
| 13 | Joonas Donskoi (N)         | Finlandia | Kärpät                       | Awangard Omsk              |
| 15 | Maksim Szałunow (N)        | Rosja     | Biełyje Miedwiedi Czelabińsk | Traktor Czelabińsk         |
| 16 | Dienis Pieriewozczikow (B) | Rosja     | Ak Bars Kazań                | Bars Kazań                 |
| 17 | Adam Larsson (O)           | Szwecja   | Skellefteå AIK               | Łokomotiw Jarosław         |
| 19 | Nail Jakupow (N)           | Rosja     | Rieaktor Niżniekamsk         | Nieftiechimik Niżniekamsk  |
| 20 | Anton Złobin (N)           | Rosja     | Spartak Moskwa do lat 17     | Dinamo Moskwa              |
| 22 | Nikita Niestierow (O)      | Rosja     | Biełyje Miedwiedi Czelabińsk | Traktor Czelabińsk         |

### Runda 2
| #  | Zawodnik (pozycja)     | Państwo | Klub pochodzenia   | Klub wybierający   |
| -- | ---------------------- | ------- | ------------------ | ------------------ |
| 26 | Nikołaj Prochorkin (N) | Rosja   | Witiaź Podolsk ’93 | Witiaź Czechow     |
| 38 | Maksim Szuwałow (O)    | Rosja   | HK Rybińsk         | Łokomotiw Jarosław |
| 40 | Radko Gudas (O)        | Czechy  | Everett Silvertips | Spartak Moskwa     |
| 41 | Władimir Tkaczow (N)   | Rosja   | Bars Kazań         | Ak Bars Kazań      |
| 43 | David Rundblad (O)     | Szwecja | Skellefteå AIK     | Atłant Mytiszczi   |
| 46 | Jakob Silfverberg (N)  | Szwecja | Brynäs IF          | CSKA Moskwa        |

### Runda 3
| #  | Zawodnik (pozycja)  | Państwo | Klub pochodzenia            | Klub wybierający        |
| -- | ------------------- | ------- | --------------------------- | ----------------------- |
| 60 | Nikita Kuczerow (N) | Rosja   | Krasnaja Armija Moskwa      | CSKA Moskwa             |
| 70 | Jarosław Kosow (N)  | Rosja   | Mietałłurg Magnitogorsk ’93 | Mietałłurg Magnitogorsk |

### Runda 4
| #  | Zawodnik (pozycja)    | Państwo    | Klub pochodzenia     | Klub wybierający   |
| -- | --------------------- | ---------- | -------------------- | ------------------ |
| 89 | Victor Rask (N)       | Rosja      | Leksands IF          | Dinamo Ryga        |
| 90 | Nino Niederreiter (N) | Szwajcaria | Portland Winterhawks | Awangard Omsk      |
| 95 | Roman Josi (O)        | Szwajcaria | SC Bern              | Łokomotiw Jarosław |

### Runda 5
| #   | Zawodnik (pozycja)     | Państwo  | Klub pochodzenia            | Klub wybierający           |
| --- | ---------------------- | -------- | --------------------------- | -------------------------- |
| 97  | Michaił Naumienkow (O) | Rosja    | CSKA-Krasnaja Armija Moskwa | CSKA Moskwa                |
| 98  | Maksim Kazakow (N)     | Rosja    | Awangard Omsk ’93           | Awangard Omsk              |
| 105 | Siergiej Szmielow (N)  | Rosja    | Bars Kazań                  | Atłant Mytiszczi           |
| 107 | Aleh Jewienka (O)      | Białoruś | Fargo Force                 | Barys Astana               |
| 108 | Mattias Ekholm (N)     | Szwecja  | Brynäs IF                   | Saławat Jułajew Ufa        |
| 110 | Denys Petruchno (O)    | Ukraina  | Springfield Jr. Blues       | Budiwelnyk Kijów           |
| 111 | Johan Larsson (N)      | Szwecja  | Brynäs IF J20               | Mietałłurg Nowokuźnieck    |
| 117 | Daniel Krejčí (O)      | Czechy   | Slavia Praga                | Traktor Czelabińsk         |
| 116 | Siemion Garszyn (N)    | Rosja    | Mietałłurg Magnitogorsk ’93 | Awtomobilist Jekaterynburg |
| 118 | Marek Hrivík (N)       | Słowacja | Moncton Wildcats            | Barys Astana               |

### Runda 6
| #   | Zawodnik (pozycja)      | Państwo   | Klub pochodzenia     | Klub wybierający           |
| --- | ----------------------- | --------- | -------------------- | -------------------------- |
| 123 | Nikita Sosznikow (N)    | Rosja     | Atłant Mytiszczi ’93 | Saławat Jułajew Ufa        |
| 128 | Albiert Jarullin (O)    | Rosja     | Ak Bars Kazań ’93    | Ak Bars Kazań              |
| 130 | Jegor Omieljanienko (N) | Rosja     | MHK Spartak Moskwa   | Atłant Mytiszczi           |
| 129 | Mika Zibanejad (N)      | Szwecja   | Djurgårdens IF       | Łokomotiw Jarosław         |
| 133 | Marcus Johansson (N)    | Szwecja   | Färjestad BK         | SKA Sankt Petersburg       |
| 140 | Julius Junttila (N)     | Finlandia | Kärpät               | Sibir Nowosybirsk          |
| 141 | Tomáš Jurčo (N)         | Słowacja  | Saint John Sea Dogs  | Awtomobilist Jekaterynburg |

### Runda 7
| #   | Zawodnik (pozycja)      | Państwo           | Klub pochodzenia       | Klub wybierający     |
| --- | ----------------------- | ----------------- | ---------------------- | -------------------- |
| 147 | Kristers Gudļevskis (B) | Łotwa             | Ozolnieki/Juniors      | Dinamo Ryga          |
| 149 | Anton Lander (N)        | Szwecja           | Timrå IK               | Spartak Moskwa       |
| 160 | Erik Haula (N))         | Finlandia         | Omaha Lancers          | SKA Sankt Petersburg |
| 164 | Eero Elo (N)            | Finlandia         | Lukko                  | Budiwelnyk Kijów     |
| 169 | Tyler Toffoli (N)       | Kanada            | Ottawa 67’s            | Traktor Czelabińsk   |
| 170 | Jack Campbell (B)       | Stany Zjednoczone | U.S. National U17 Team | Dynama Mińsk         |
| 178 | Oscar Lindberg (N)      | Szwecja           | Skellefteå AIK         | Spartak Moskwa       |
| 186 | Tim Erixon (O)          | Szwecja           | Skellefteå AIK         | Saławat Jułajew Ufa  |
| 188 | Petr Mrázek (B)         | Czechy            | Ottawa 67’s            | Budiwelnyk Kijów     |